# Combremont-le-Grand
Combremont-le-Grand är en ort i kommunen Valbroye i kantonen Vaud i Schweiz. Den ligger cirka 30 kilometer nordost om Lausanne. Orten har 302 invånare (2021).
Orten var före den 1 juli 2011 en egen kommun, men slogs då samman med kommunerna Cerniaz, Combremont-le-Petit, Granges-près-Marnand, Marnand, Sassel, Seigneux och Villars-Bramard till den nya kommunen Valbroye.